# Pucciniaceae
De Pucciniaceae zijn een familie van schimmels, die behoren tot de roesten. Het typegeslacht is Puccinia, hetgeen tevens het grootste geslacht is. Veel Pucciniaceae-soorten tasten landbouwgewassen aan en zijn daardoor schadelijk.
Tot de familie behoren ruim 20 geslachten en meer dan 5000 soorten.

## Geslachten
Tot de Pucciniaceae behoren onder andere de volgende geslachten:
1. Allodus (7)
2. Chrysella (1)
3. Chrysocyclus (3)
4. Cleptomyces (1)
5. Coleopucciniella (2)
6. Corbulopsora (3)
7. Cumminsiella (10)
8. Cystopsora (2)
9. Didymopsora (6)
10. Dietelia (12)
11. Endophyllum (41)
12. Gymnoconia (4)
13. Kuehneola (18)
14. Miyagia (2)
15. Polioma (6)
16. Puccinia >4000
17. Ramakrishnania (1)
18. Stereostratum (1)
19. Thekopsora (11)
20. Uromyces (990)
21. Zaghouania (3)

## In Nederland waargenomen soorten
- Genus: Cumminsiella
  - Cumminsiella mirabilissima - (Mahonieroest)
- Genus: Endophyllum
  - Endophyllum sempervivi - (Huislookroest)
- Genus: Gymnosporangium
  - Gymnosporangium clavariiforme - (Meidoorn-jeneverbesroest)
  - Gymnosporangium confusum - (Afgeronde jeneverbesroest)
  - Gymnosporangium cornutum - (Lijsterbes-jeneverbesroest)
  - Gymnosporangium sabinae - (Peer-jeneverbesroest)
  - Gymnosporangium tremelloides - (Kussentjesjeneverbesroest)
- Genus: Miyagia
  - Miyagia pseudosphaeria - (Melkdistelroest)
- Genus: Puccinia
  - Puccinia absinthii
  - Puccinia acetosae - (Tweecellige veldzuringroest)
  - Puccinia adoxae - (Eenkennige muskuskruidroest)
  - Puccinia aegopodii - (Zevenbladroest)
  - Puccinia agropyri
  - Puccinia agropyrina
  - Puccinia agrostidis
  - Puccinia albescens - (Macrocyclische muskuskruidroest)
  - Puccinia allii - (Lookroest)
  - Puccinia ambigua
  - Puccinia angelicae - (Schermbloemenroest)
  - Puccinia annularis - (Valse-salieroest)
  - Puccinia antirrhini - (Leeuwenbekroest)
  - Puccinia apii - (Selderijroest)
  - Puccinia arenariae - (Anjerfamilieroest)
  - Puccinia argentata - (Muskuskruid-springzaadroest)
  - Puccinia arrhenatheri
  - Puccinia asarina - (Mansoorroest)
  - Puccinia asparagi - (Aspergeroest)
  - Puccinia asteris
  - Puccinia behenis - (Tweecellige sileneroest)
  - Puccinia betonicae - (Betonieroest)
  - Puccinia bistortae - (Naakte adderwortelroest)
  - Puccinia bornmuelleri - (Lavasroest)
  - Puccinia brachypodii - (Kortsteelroest)
  - Puccinia bulbocastani - (Aardkastanjeroest)
  - Puccinia bullata
  - Puccinia buxi - (Palmboompjesroest)
  - Puccinia calcitrapae - (Distelroest)
  - Puccinia calthae - (Dotterbloemroest)
  - Puccinia calthicola - (Wrattige dotterbloemroest)
  - Puccinia caricina - (Ribes-Zeggeroest)
  - Puccinia caricis
  - Puccinia chaerophylli - (Ribzaadroest)
  - Puccinia chrysanthemi
  - Puccinia cicutae - (Waterscheerlingroest)
  - Puccinia circaeae - (Tweecellige heksenkruidroest)
  - Puccinia cirsii-lanceolati
  - Puccinia cnici - (Vederdistelroest)
  - Puccinia cnici-oleracei - (Duizendbladroest)
  - Puccinia commutata - (Tweecellige valeriaanroest)
  - Puccinia conii - (Scheerlingroest)
  - Puccinia convallariae-digraphidis
  - Puccinia convolvuli - (Winderoest)
  - Puccinia coronata - (Kroonroest)
  - Puccinia coronifera
  - Puccinia corrigiolae
  - Puccinia crepidis
  - Puccinia cribrata - (Kleine maagdenpalmroest)
  - Puccinia cyani - (Korenbloemroest)
  - Puccinia cynodontis
  - Puccinia difformis - (Kleefkruidroest)
  - Puccinia dioicae - (Composieten-zeggeroest)
  - Puccinia dispersa
  - Puccinia distincta - (Madeliefjesroest)
  - Puccinia elymi - (Helmroest)
  - Puccinia endiviae
  - Puccinia eryngii
  - Puccinia falcariae
  - Puccinia fergussonii - (Moerasviooltjesroest)
  - Puccinia festucae - (Zwenkgrasroest)
  - Puccinia fusca
  - Puccinia galii-verni - (Eenvoudige walstroroest)
  - Puccinia gentianae
  - Puccinia glechomatis - (Hondsdrafroest)
  - Puccinia glomerata - (Kruiskruidroest)
  - Puccinia graminis - (Zwarte roest)
  - Puccinia helianthi
  - Puccinia heraclei - (Berenklauwroest)
  - Puccinia hieracii - (Cichoreiroest)
  - Puccinia holcina
  - Puccinia hordei - (Dwergroest)
  - Puccinia horiana - (Japanse roest)
  - Puccinia hydrocotyles - (Waternavelroest)
  - Puccinia hypochoeridis
  - Puccinia hysterium - (Morgensterroest)
  - Puccinia iridis - (Irisroest)
  - Puccinia komarovii - (Klein-springzaadroest)
  - Puccinia kusanoi - (Narihiri-bamboeroest)
  - Puccinia lagenophorae - (Australische composietenroest)
  - Puccinia lapsanae - (Akkerkoolroest)
  - Puccinia leontodontis
  - Puccinia liliacearum - (Vogelmelkroest)
  - Puccinia lolii
  - Puccinia longicornis - (Bamboeroest)
  - Puccinia longissima - (Vetkruid-fakkelgrasroest)
  - Puccinia luzulae - (Veldbiesroest)
  - Puccinia maculosa
  - Puccinia magnusiana - (Boterbloem-rietroest)
  - Puccinia major - (Moerasstreepzaadroest)
  - Puccinia malvacearum - (Kaasjeskruidroest)
  - Puccinia menthae - (Muntroest)
  - Puccinia millefolii
  - Puccinia moliniae - (Pijpenstrootjesroest)
  - Puccinia morthieri - (Tweecellige geraniumroest)
  - Puccinia myrrhis
  - Puccinia nitida - (Hondspeterselieroest)
  - Puccinia oblongata
  - Puccinia obscura - (Madeliefjes-veldbiesroest)
  - Puccinia opizii - (Sla-zeggeroest)
  - Puccinia oxalidis - (Klaverzuringroest)
  - Puccinia pelargonii-zonalis - (Pelargoniumroest)
  - Puccinia perplexans
  - Puccinia persistens
  - Puccinia petroselini
  - Puccinia phlei-pratensis
  - Puccinia phragmitis - (Zuring-rietroest)
  - Puccinia poae-nemoralis - (Bruine-vlekkenroest)
  - Puccinia poarum - (Klein hoefblad-beemdgrasroest)
  - Puccinia polygoni-amphibii - (Ooievaarsbek-veenwortelroest)
  - Puccinia praecox - (Streepzaadroest)
  - Puccinia prenanthis
  - Puccinia primulae - (Sleutelbloemroest)
  - Puccinia pruni-spinosae
  - Puccinia pulverulenta - (Veelvormige basterdwederikroest)
  - Puccinia punctata - (Veelvormige walstroroest)
  - Puccinia punctiformis - (Akkerdistelroest)
  - Puccinia pygmaea - (Duinrietroest)
  - Puccinia recondita - (Bruine roest)
  - Puccinia retifera
  - Puccinia ribis - (Ribesroest)
  - Puccinia rubigo-vera
  - Puccinia saxifragae - (Steenbreekroest)
  - Puccinia schoeleriana - (Zegge-composietenroest)
  - Puccinia scirpi - (Watergentiaan-mattenbiesroest)
  - Puccinia sessilis - (Rietgrasroest)
  - Puccinia simplex
  - Puccinia smyrnii - (Zwartmoeskervelroest)
  - Puccinia sorghi - (Maïsroest)
  - Puccinia spergulae
  - Puccinia striiformis - (Streeproest)
  - Puccinia suaveolens
  - Puccinia succisae
  - Puccinia symphyti-bromorum
  - Puccinia tanaceti - (Boerenwormkruidroest)
  - Puccinia taraxaci
  - Puccinia thalictri
  - Puccinia thlaspeos - (Boerenkersroest)
  - Puccinia tragopogi
  - Puccinia trailii
  - Puccinia triticina
  - Puccinia urticata - (Brandnetel-zeggeroest)
  - Puccinia valantiae
  - Puccinia variabilis - (Paardenbloemroest)
  - Puccinia veronicae - (Bosereprijsroest)
  - Puccinia vincae - (Grote-maagdenpalmroest)
  - Puccinia violae - (Viooltjesroest)
  - Puccinia virgaureae
  - Puccinia vulpinae - (Voszeggeroest)
- Genus: Uromyces
  - Uromyces acutatus - (Geelster-vogelmelkroest)
  - Uromyces airae-flexuosae - (Smeleroest)
  - Uromyces anthyllidis - (Cipreswolfsmelk-klaverroest)
  - Uromyces appendiculatus - (Bonenroest)
  - Uromyces armeriae - (Engels-grasroest)
  - Uromyces behenis - (Onvolledige sileneroest)
  - Uromyces beticola - (Bietenroest)
  - Uromyces briardii - (Grofwrattige wikkeroest)
  - Uromyces chenopodii - (Schorrenkruidroest)
  - Uromyces colchici - (Herfsttijloosroest)
  - Uromyces croci - (Gewone crocusroest)
  - Uromyces dactylidis - (Boterbloem-grassenroest)
  - Uromyces dianthi - (Wolfsmelk-anjerroest)
  - Uromyces ervi
  - Uromyces viciae-fabae - (Tuinboon-wikkeroest)
  - Uromyces fallens - (Klaverroest)
  - Uromyces ficariae - (Speenkruidroest)
  - Uromyces fischeri-eduardi - (Wolfsmelk-wikkeroest)
  - Uromyces geranii - (Eencellige geraniumroest)
  - Uromyces junci - (Heelblaadjes-rusroest)
  - Uromyces limonii - (Lamsoorroest)
  - Uromyces lineolatus - (Schermbloemen-heenroest)
  - Uromyces minor - (Gladde klaverroest)
  - Uromyces muscari - (Hyacintroest)
  - Uromyces ornithogali - (Geelster-vogelmelkroest)
  - Uromyces pisi-sativi - (Cipreswolfsmelk-vlinderbloemenroest)
  - Uromyces polygoni-avicularis - (Eencellige varkensgrasroest)
  - Uromyces rumicis - (Speenkruid-zuringroest)
  - Uromyces salicorniae - (Zeekraalroest)
  - Uromyces scrophulariae
  - Uromyces scutellatus - (Misvormende uromyceswolfsmelkroest)
  - Uromyces silphii - (Zonnekroon-rusroest)
  - Uromyces sparsus - (Schijnspurrieroest)
  - Uromyces transversalis - (Oranje gladiolenroest)
  - Uromyces trifolii - (Eenvormige klaverroest)
  - Uromyces trifolii-repentis - (Veelvormige klaverroest)
  - Uromyces valerianae - (Eencellige valeriaanroest)
  - Uromyces viciae-craccae
  - Uromyces viciae-fabae - (Tuinboon-wikkeroest)

## Fotogalerij
Aantasting van stamboon en pronkboon door roest (Uromyces appendiculatus var. appendiculatus).

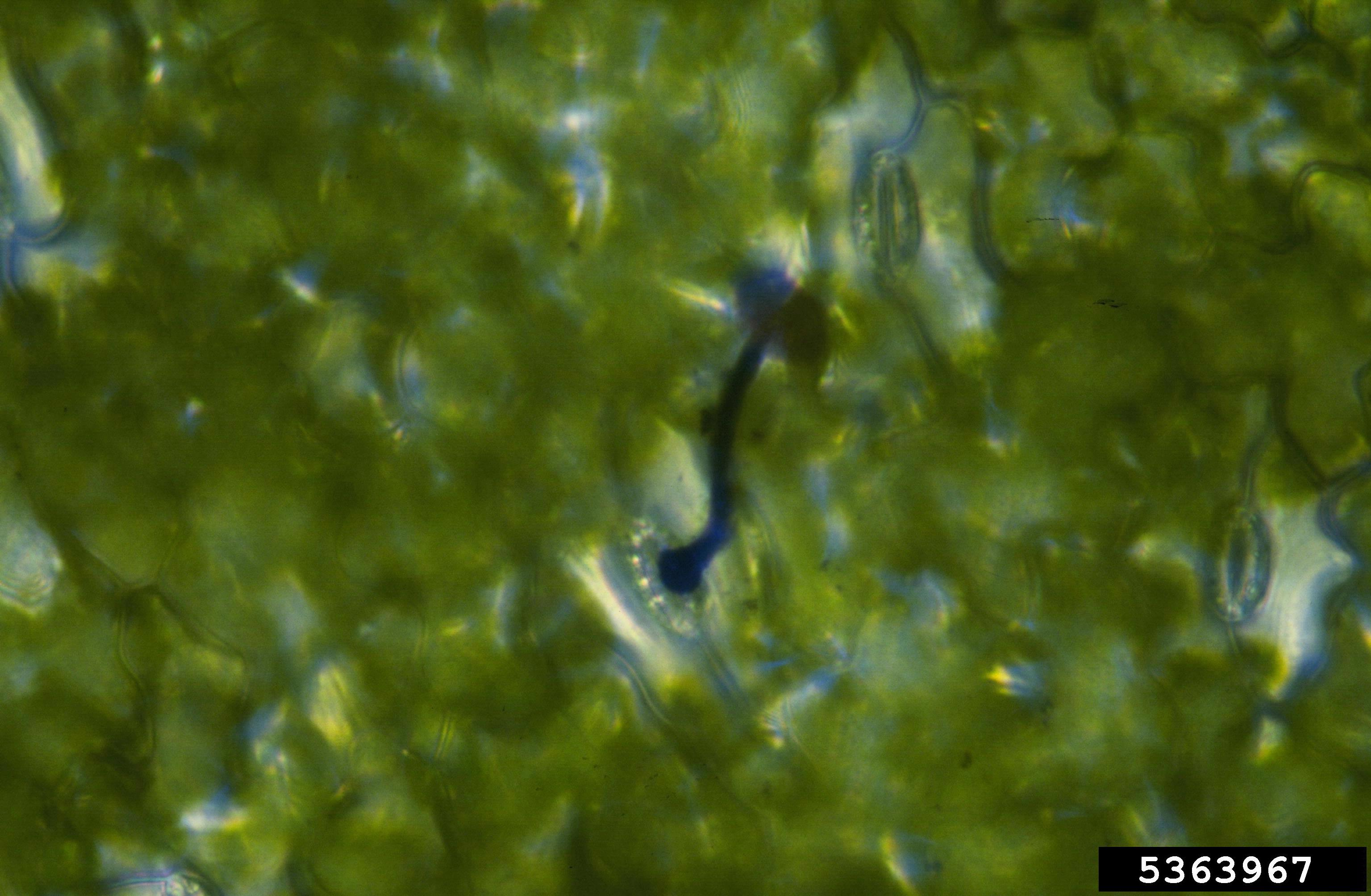
Kiembuis uredospore met appressorium
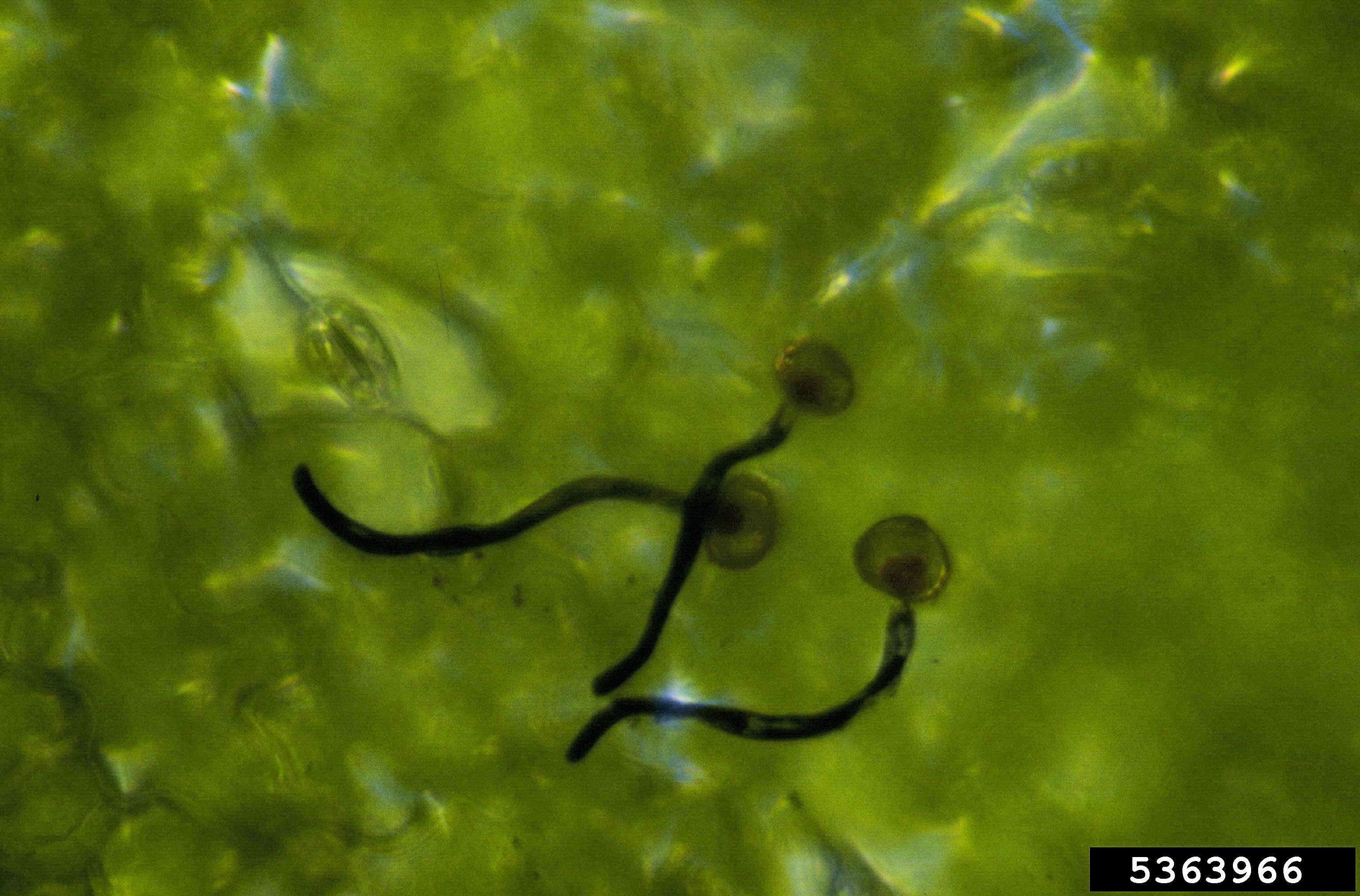
Kiembuizen uredosporen
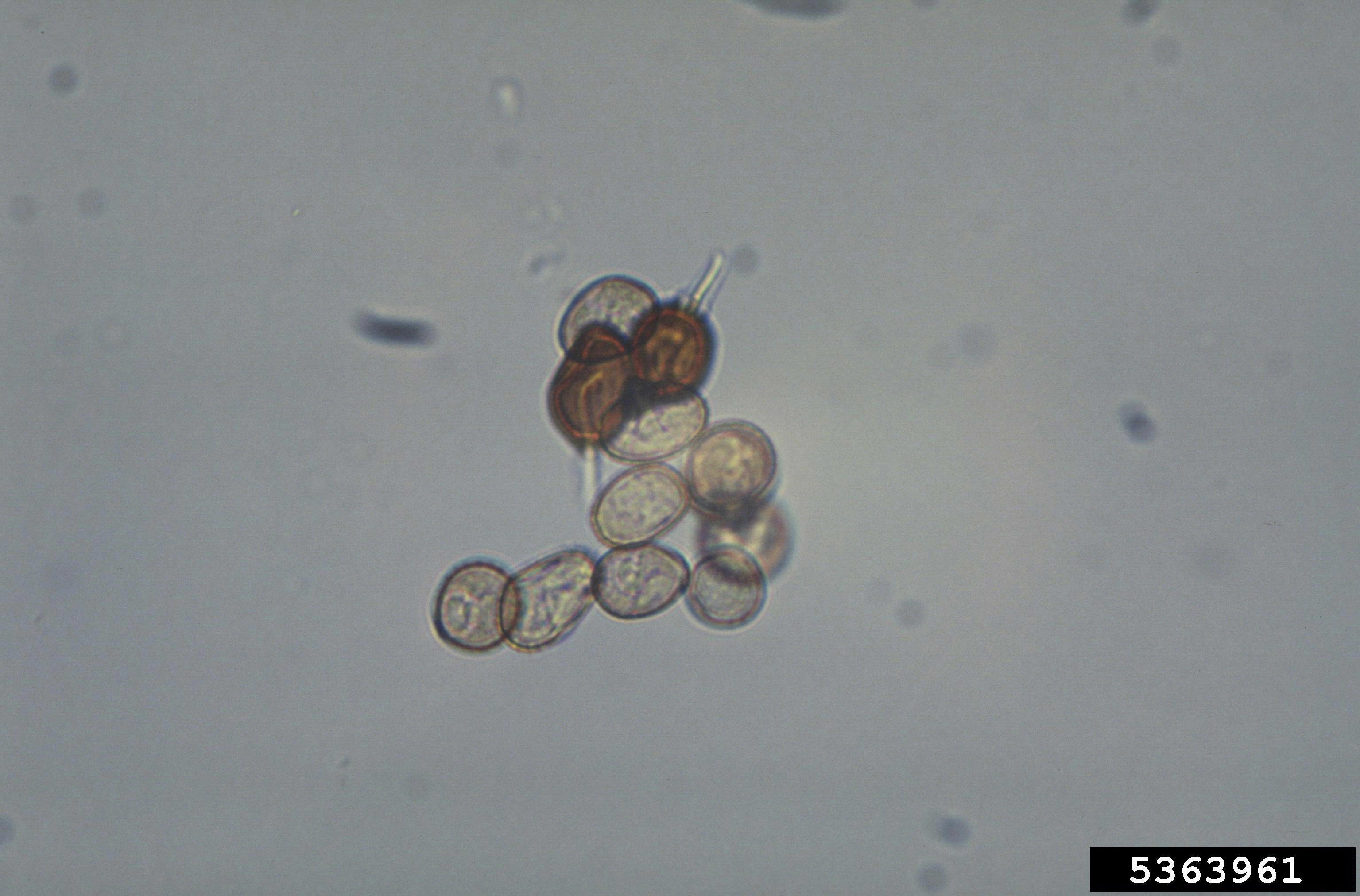
Uredosporen (licht gekleurd) en teleutosporen (donkergekleurd)
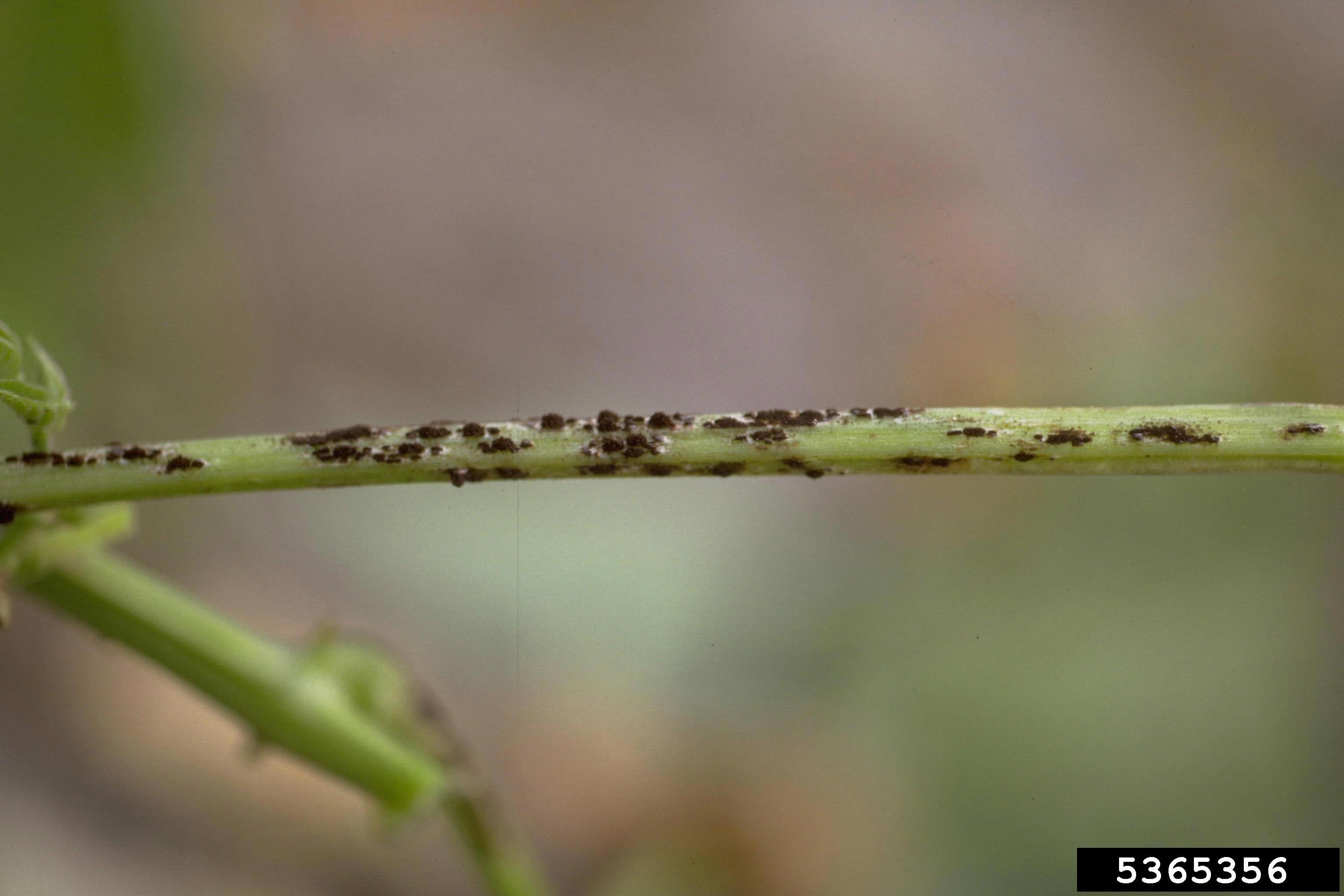
Telia
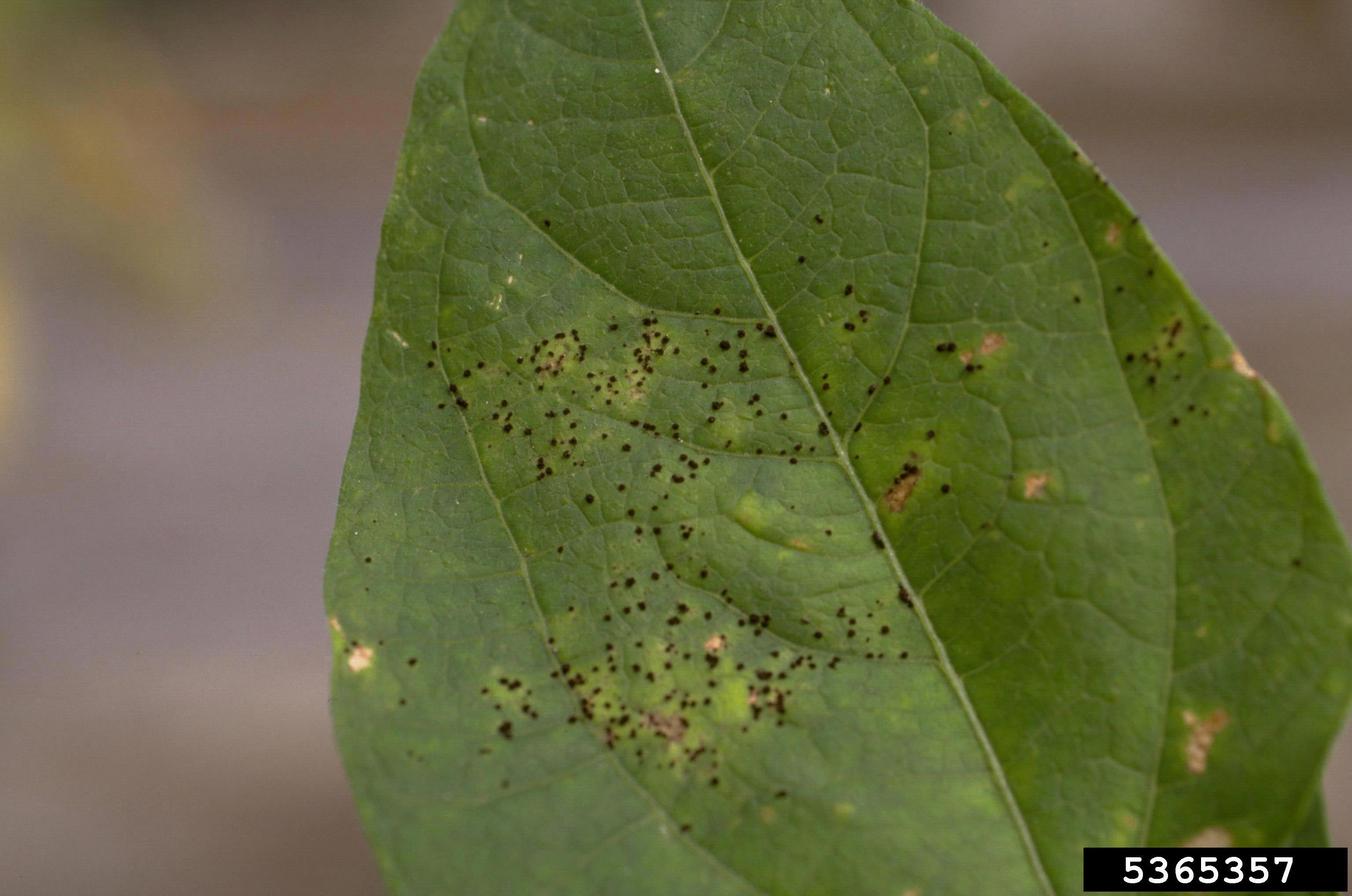
Telia
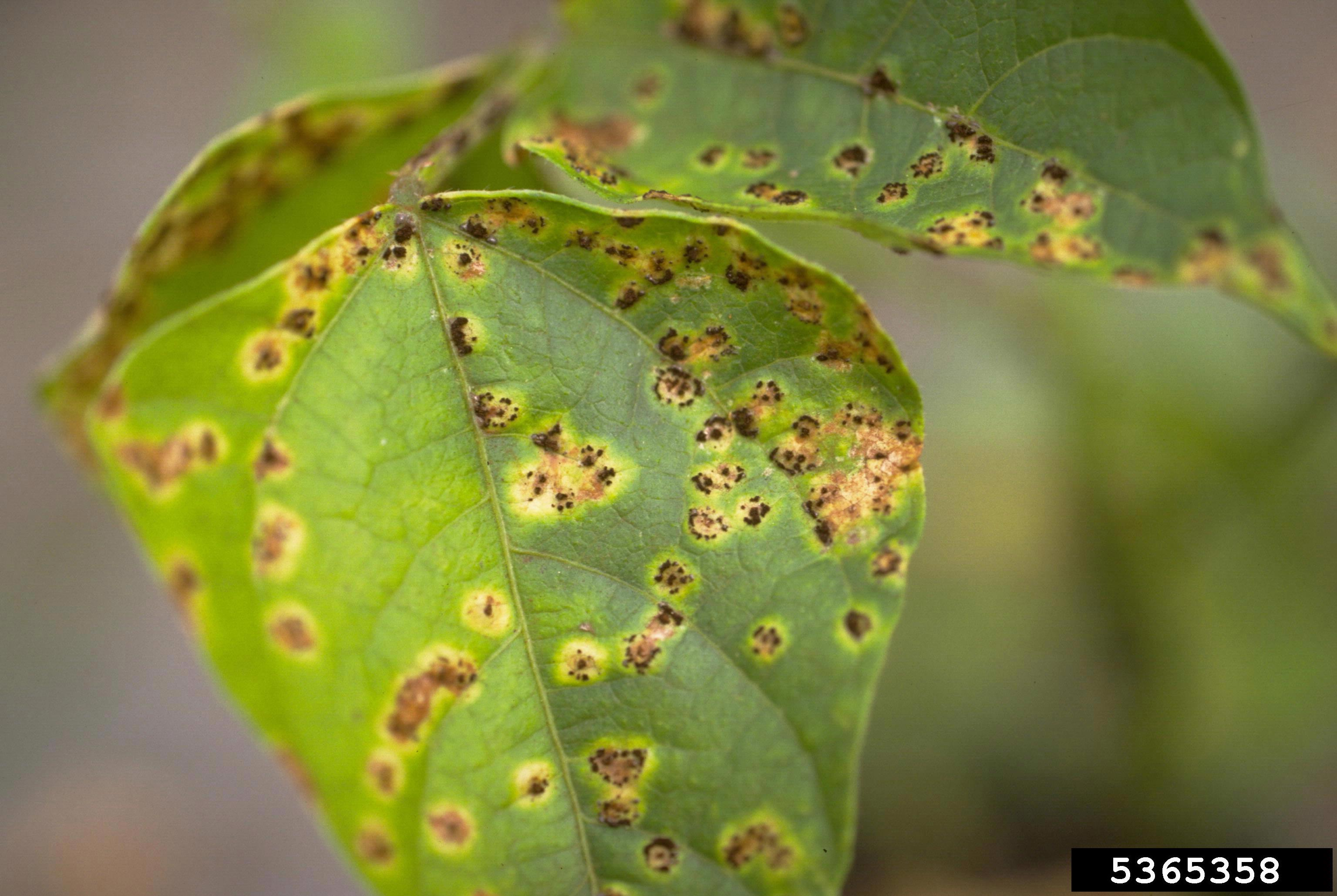
Telia
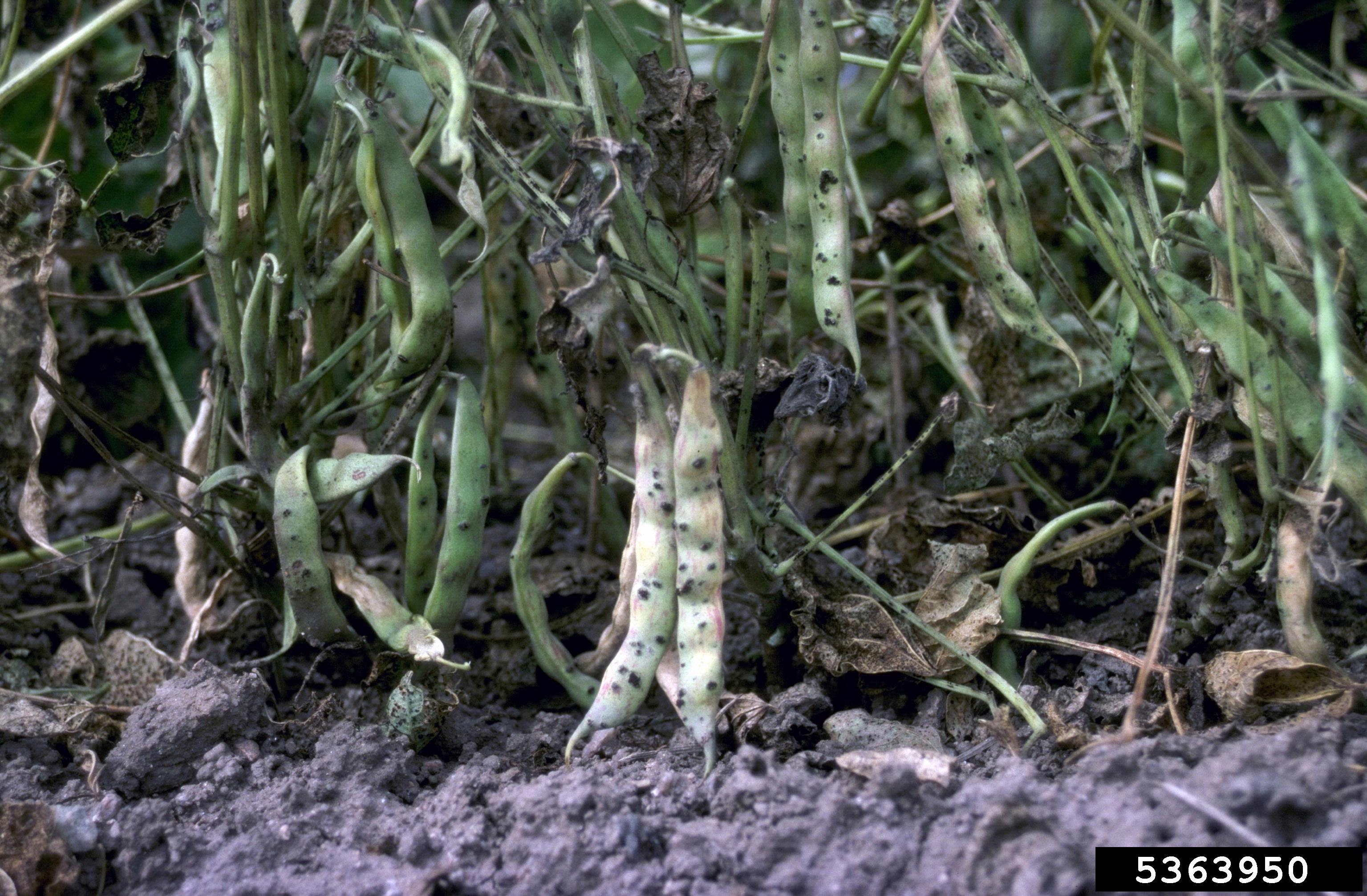
Telia
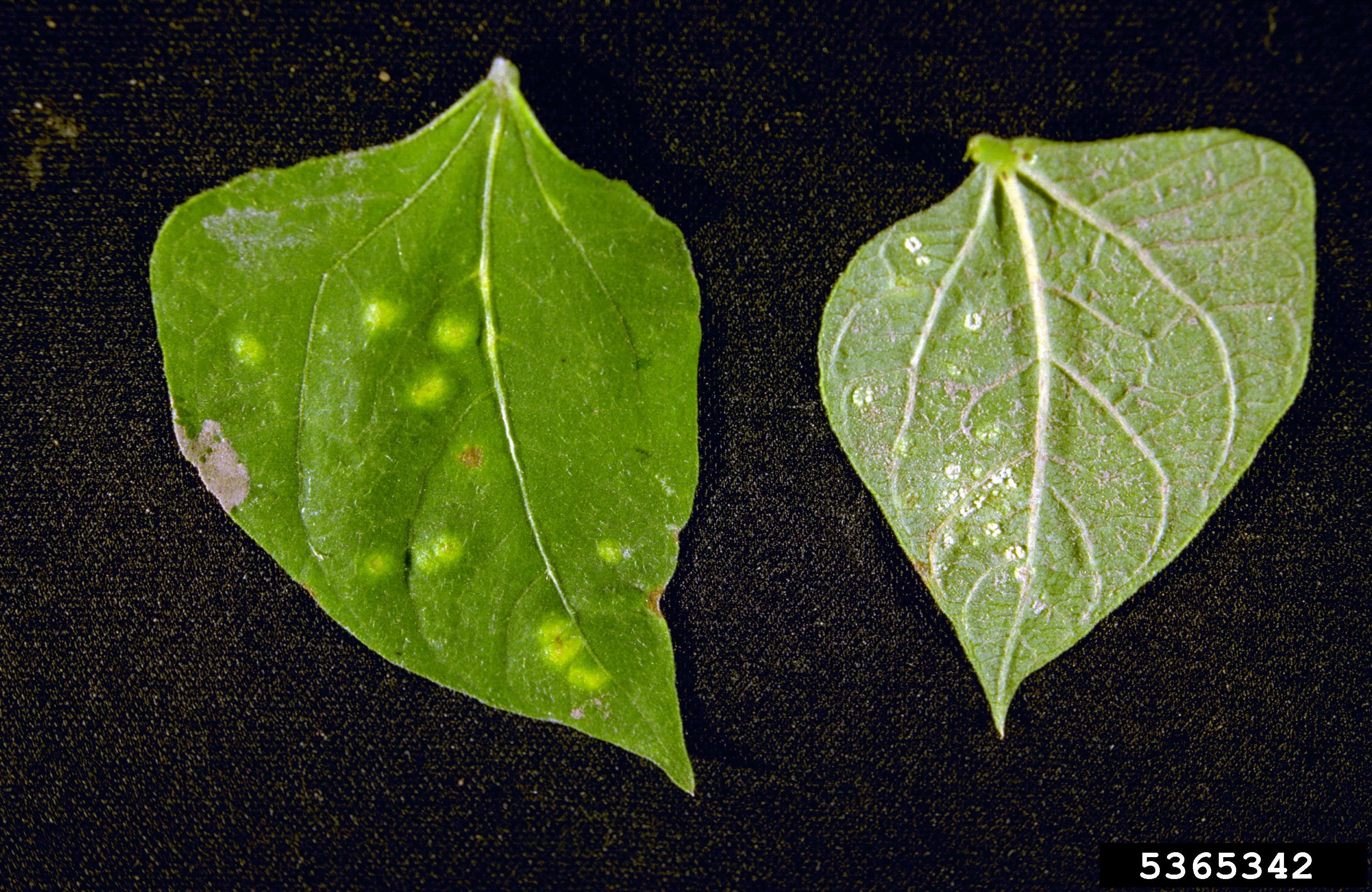
Spermogonia (links) en Aecidia (rechts)
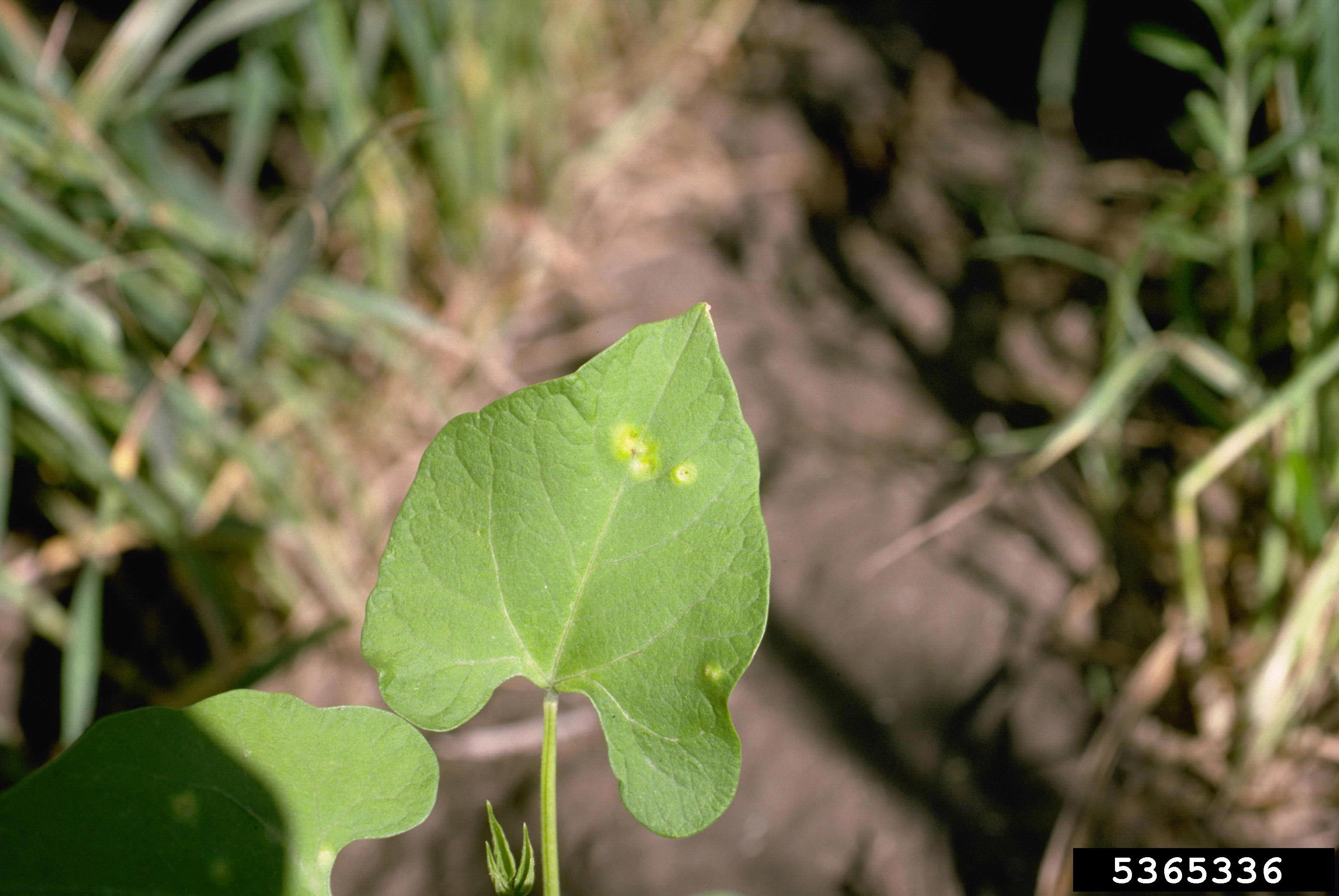
Spermogonia
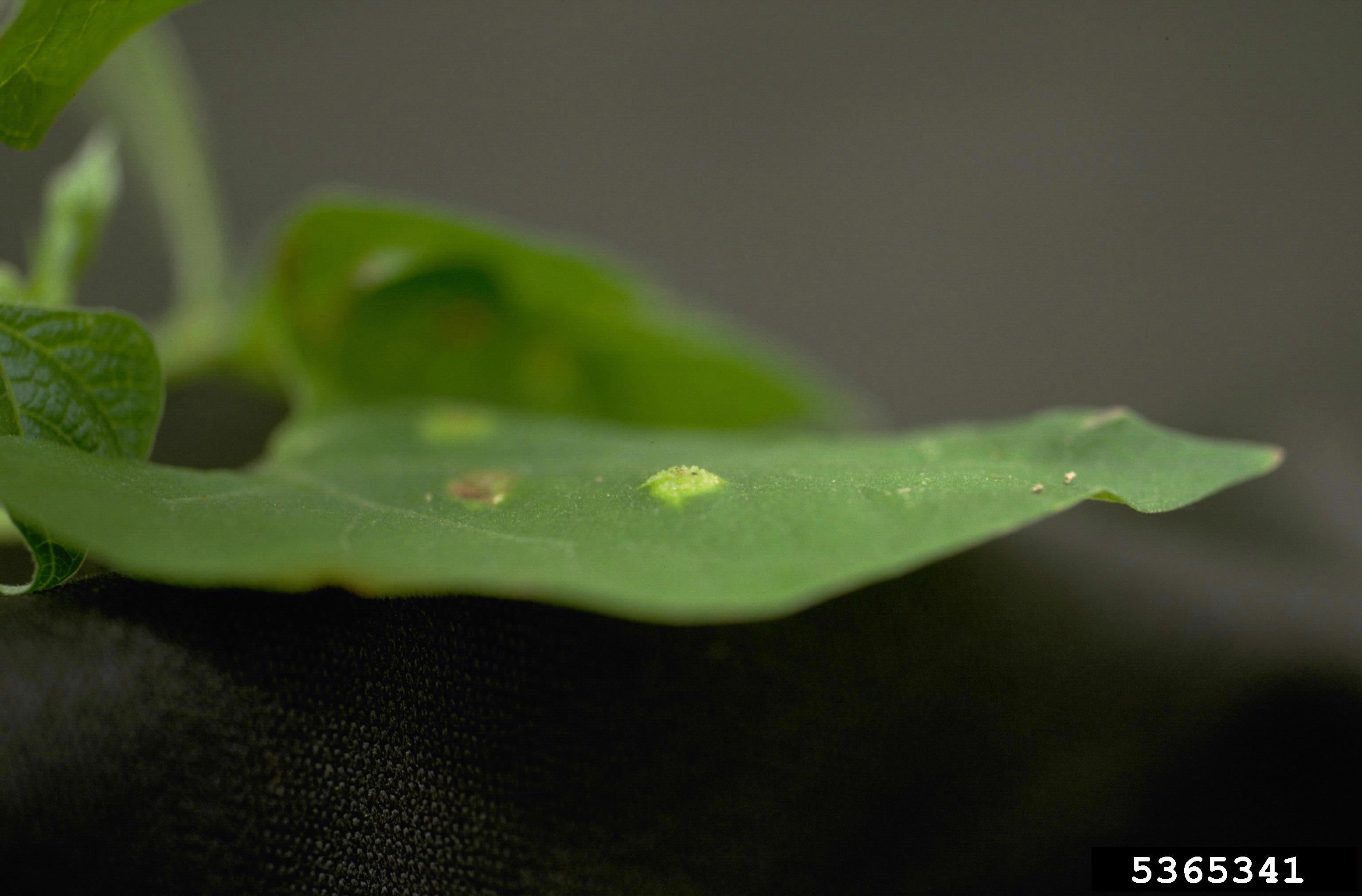
Spermogonium
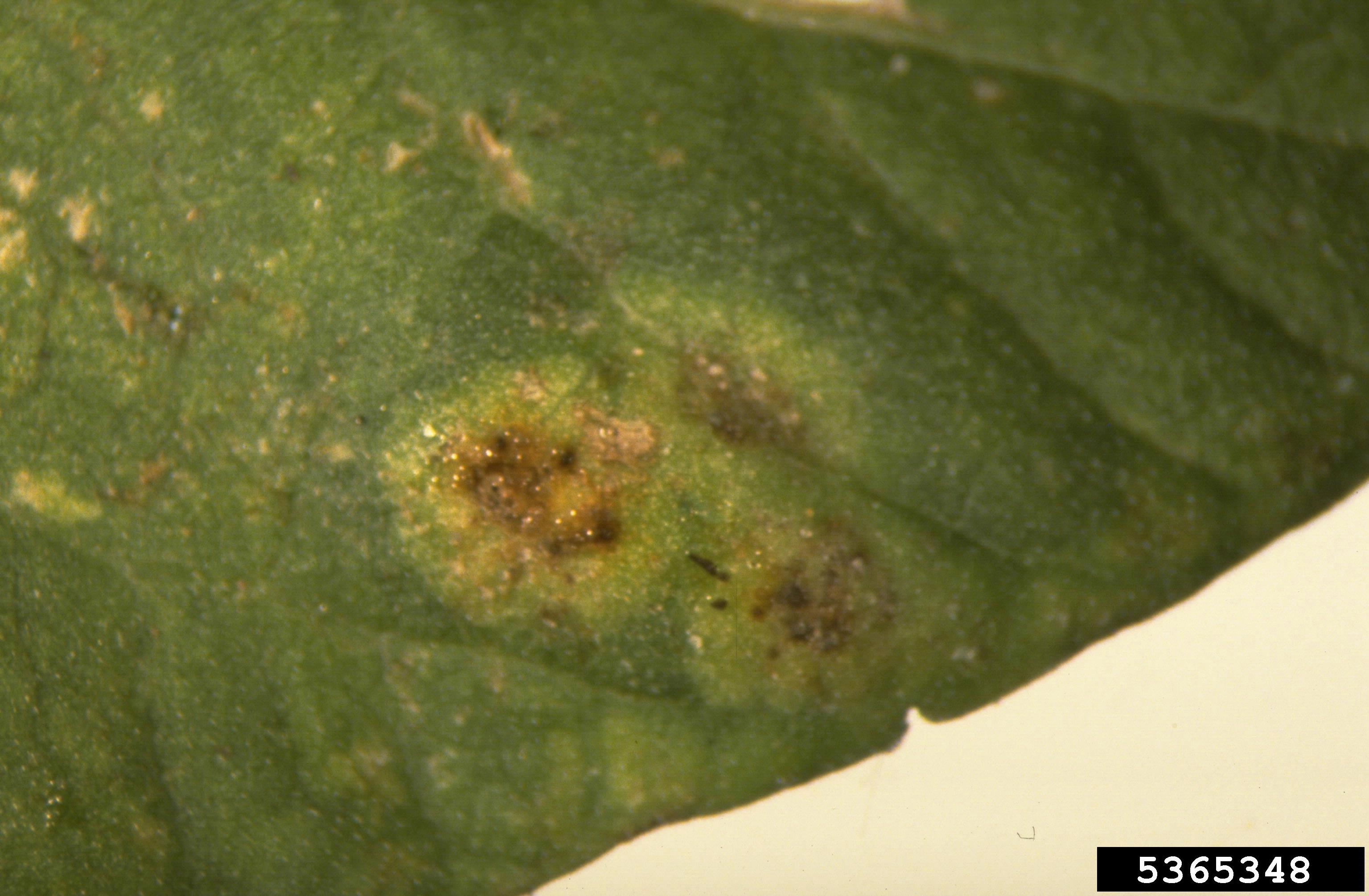
Spermogonium
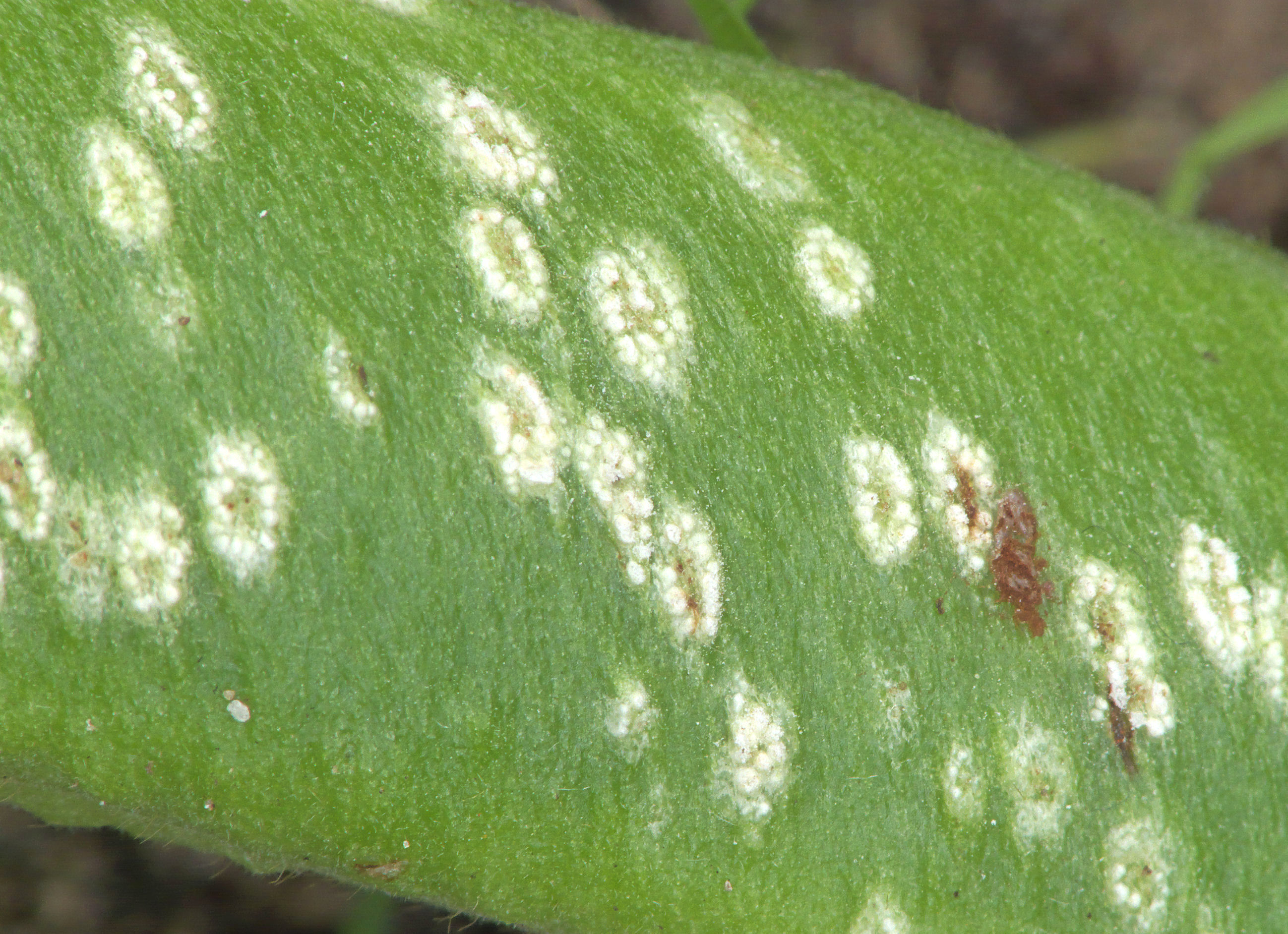
Aecidia op de peul van pronkboon